# Датчик открытия
Датчик открытия (дверной датчик) — средство обнаружения, фиксирующее открытие и закрытие двери, окна, дверцы, створки, крышки и так далее.
Датчики открытия широко распространены как один из основных элементов домашней автоматизации и охранных систем, наряду с датчиками движения.

## Конструкция
Датчик движения состоит из двух частей: собственно датчика и магнита. В основе собственно датчика лежит геркон — устройство, в котором контакты в обычном состоянии разомкнуты (или замкнуты), а под действием магнитного поля замыкаются (или размыкаются).
Сам датчик устанавливается на дверной косяк, оконную раму и так далее, а магнит — на створку. В обычном состоянии датчик и магнит расположены рядом, так что датчик находится в магнитном поле. Когда дверь открывается, магнит удаляется от датчика, действие магнитного поля ослабевает, контакт в датчике размыкается (замыкается), и датчик срабатывает. Если дверь закрывается, магнит снова начинает действовать на датчик, и он снова срабатывает.

## Взаимодействие с другими устройствами
Датчик открытия всегда используется во взаимодействии с другими устройствами, которые могут преобразовать его сигнал в полезное действие:
- включить тревогу,
- отправить уведомление,
- включить или выключить свет или другой прибор.

Взаимодействие происходит как правило через отдельное устройство — контроллер, который получает от датчика открытия сигнал о том, что дверь была закрыта или открыта, и отдает команды другим устройствам, например активирует включение света.
Возможности настройки взаимодействия между устройствами различаются в системах пультовой охраны, установленных охранной компанией, и в самостоятельно установленных системах. Если систему установила и обслуживает охранная компания (государственная или частная), она обычно уже при установке настраивает, с какими устройствами будет взаимодействовать датчик открытия — обычно это ограничивается сигналом тревоги на диспетчерский пульт.
Если пользователь сам приобретает и устанавливает датчик, контроллер и другие устройства, то настроить их взаимодействие он может по своему усмотрению. Для этого производитель контроллера предоставляет ему постоянный доступ к аккаунту на специализированном веб-портале и мобильному приложению.

## Использование
Датчики открытия используются, прежде всего для контроля доступа в квартиру, дом, общественное или коммерческое пространство.

### Защита от проникновения
Когда датчик фиксирует несанкционированное открытие двери, он способен активировать сирену и видеоналюдение. Датчик в составе системы пультовой охраны также автоматически отправляет сигнал на диспетчерский пульт, и охранная компания при необходимости высылает на место группу реагирования.
Кроме того, после срабатывания датчика может система (строго говоря, контроллер) может отправить уведомление владельцу — SMS, Email или push в зависимости от настроек. Ряд систем также предлагают возможность автоматического телефонного звонка владельцу или указанным им доверенным людям.
Владелец самостоятельно установленной системы также может указать для нее любые другие настройки, например чтобы при срабатывании датчика открытия в отсутствие владельцев автоматически запирались замки, обесточивались электроприборы и отключались или, наоборот, начинали ярко мигать светильники.

### Уход за престарелыми людьми
Распространена установка датчиков открытия для ухода за престарелыми людьми, особенно с нарушениями памяти — в социальных учреждениях или дома, если они живут самостоятельно, несмотря на возраст и признаки расстройства.
Например, датчики открытия устанавливаются:
- на входную дверь, чтобы получить уведомление, когда человек вышел из дома и когда вернулся,
- на межкомнатные двери, если есть потребность более детально следить за перемещениями, особенно ночью,
- на холодильник или шкаф с продуктами, чтобы убедиться, что человек поел,
- на шкафчик с медикаментами, чтобы убедиться, что человек принял нужные лекарства.

### Присмотр за детьми
Датчики открытия также используются, чтобы присматривать за детьми и обеспечивать их безопасность. Среди таких применений установка датчиков открытия:
- на входную дверь, чтобы получать уведомления, когда дети пришли или ушли,
- на шкаф с опасными химикатами, чтобы получить уведомление и быстро среагировать, если дети сумели открыть его,
- на шкаф с алкоголем или другими запрещенными для детей предметами,
- на дверь детской, на случай если ребенок проснется и выйдет ночью.